# Finale della Coppa dei Campioni 1962-1963
La finale dell'8ª edizione di Coppa dei Campioni si disputò il 22 maggio 1963 presso lo Stadio di Wembley di Londra tra i portoghesi del Benfica, campioni in carica, e gli italiani del Milan, alla seconda finale di questa competizione. All'incontro assistettero 45 715 spettatori. Il match, arbitrato dall'inglese Arthur Holland, vide la vittoria per 2-1 della squadra meneghina.

## Le squadre
| Squadre | Partecipazioni precedenti (il grassetto indica la vittoria) |
| ------- | ----------------------------------------------------------- |
| Milan   | 1 (1958)                                                    |
| Benfica | 2 (1961, 1962)                                              |

## Il cammino verso la finale
Il Benfica, in qualità di campione in carica, ricevette un bye per giocare direttamente a partire dagli ottavi di finale, dove affrontò i norvegesi dell'IFK Norrköping che superarono con un punteggio complessivo di 6-2, grazie soprattutto a una tripletta di Eusébio nella partita di ritorno. Ai quarti batté i cecoslovacchi del Dukla Praha con un sofferto 2-1 maturato nel match d'andata e in semifinale ebbe la meglio sugli olandesi del Feyenoord per 3-1. Il Benfica giunse imbattuto in finale, vincendo tutte le partite in casa e pareggiando quelle in trasferta.
Il Milan esordì al primo turno contro l'Union Luxembourg, che fu annullato con un risultato complessivo di 14-0. Agli ottavi gli inglesi dell'Ipswich Town diedero filo da torcere al diavolo, ma furono battuti con un 4-2 tra andata e ritorno. Ai quarti i rossoneri superarono agilmente i campioni turchi del Galatasaray con un 8-1 totale. In semifinale, invece, la sconfitta per 1-0 rimediata sul campo degli scozzesi del Dundee Utd fu del tutto indolore dal momento che a San Siro il Milan vinse per cinque reti a una.

## La partita
Il Benfica passa in vantaggio nei primi venti minuti, col campione Eusébio che riceve palla sulla trequarti campo, si infila indisturbato nella difesa rossonera ed entrato in area batte Ghezzi con un diagonale di destro che si infila sull'angolino. Il Milan sembra in balia degli avversari, ma Nereo Rocco riorganizza la squadra e pone Trapattoni in stretta marcatura su Eusébio. Il primo tempo si conclude così con il risultato di 1 a 0 per il Benfica.
I secondi 45 minuti vedono un Milan più arrembante, padrone del campo, e verso il quarto d'ora del secondo tempo i Rossoneri agguantano il meritato pareggio. Gol di José Altafini, capocannoniere di quell'edizione di coppa con 14 reti, su respinta del portiere lusitano del tiro di Gianni Rivera. Passano meno di dieci minuti e ancora Altafini, lanciato a rete sempre da Rivera, firma il 2-1 ribattendo in rete il primo tiro parato da Costa Pereira.
Il Milan vince così la prima Coppa dei Campioni della sua storia ed è la prima squadra italiana a portare a casa tale trofeo.

## Tabellino
| Arbitro: | Holland |

|                   |           |             |
| Altafini 58’, 66’ | Marcatori | 18’ Eusébio |

| Milan | Benfica |

| Milan:      |    |                     |
|             |    |                     |
| P           | 1  | Giorgio Ghezzi      |
| D           | 2  | Mario David         |
| D           | 3  | Mario Trebbi        |
| C           | 4  | Víctor Benítez      |
| D           | 5  | Cesare Maldini      |
| C           | 6  | Giovanni Trapattoni |
| A           | 7  | Gino Pivatelli      |
| C           | 8  | Dino Sani           |
| A           | 9  | José Altafini       |
| C           | 10 | Gianni Rivera       |
| A           | 11 | Bruno Mora          |
| Allenatore: |    |                     |
| Nereo Rocco |    |                     |

| Benfica:       |    |                     |
|                |    |                     |
| P              | 1  | Costa Pereira       |
| D              | 2  | Domiciano Cavém     |
| D              | 3  | Raúl Machado        |
| D              | 4  | Fernando Cruz       |
| C              | 5  | Humberto Fernandes  |
| C              | 6  | Mário Coluna        |
| A              | 7  | José Augusto        |
| C              | 8  | Joaquim Santana     |
| A              | 9  | José Augusto Torres |
| C              | 10 | Eusébio             |
| A              | 11 | António Simões      |
| Allenatore:    |    |                     |
| Fernando Riera |    |                     |